# Selaginella pubens
Selaginella pubens är en mosslummerväxtart som beskrevs av Alan Reid Smith. Selaginella pubens ingår i släktet mosslumrar, och familjen mosslummerväxter. Inga underarter finns listade i Catalogue of Life.